# Forest-lez-Frasnes
Pour les articles homonymes, voir Forest.
Forest ([fɔʁɛ]) est une section de la commune belge de Frasnes-lez-Anvaing, située en Région wallonne dans la province de Hainaut.  C'était une commune à part entière avant la fusion des communes de 1977.

## Évolution démographique
- Sources : INS, Rem. : 1831 jusqu'en 1970 = recensements, 1976 = nombre d'habitants au 31 décembre.

## Histoire
Vers 1746, Charles-Louis de Roisin (1698-1772), fils de Baudry-François, baron de Celles, et de Jeanne-Agnès Delfosse , est seigneur de Forest. Baptisé à Tournai le 22 avril 1698, il est d'abord chanoine de la cathédrale Notre-Dame de Tournai, puis passe chevalier d'honneur au Parlement de Flandres par commission du 24 avril 1734. Il épouse Marie-Victoire de Thiennes, puis, veuf, se marie à Lille le 6 février 1746 avec Marie-Jeanne-Joseph de Waignon (1705-1762), dame de Lowez, fille de François-Guillaume de Waignon, écuyer, seigneur de la Marlière (sur Linselles), bourgeois et notable de Lille, et de Marie-Thérèse d'Hespel (famille d'Hespel). Charles-Louis de Roisin meurt le 22 juin 1772, à 74 ans, est inhumé à Forest. Marie-Jeanne-Joseph de Waignon est baptisée à Lille le 14 janvier 1705 et meurt à Douai le 27 avril 1762 à 61 ans.

## Galerie

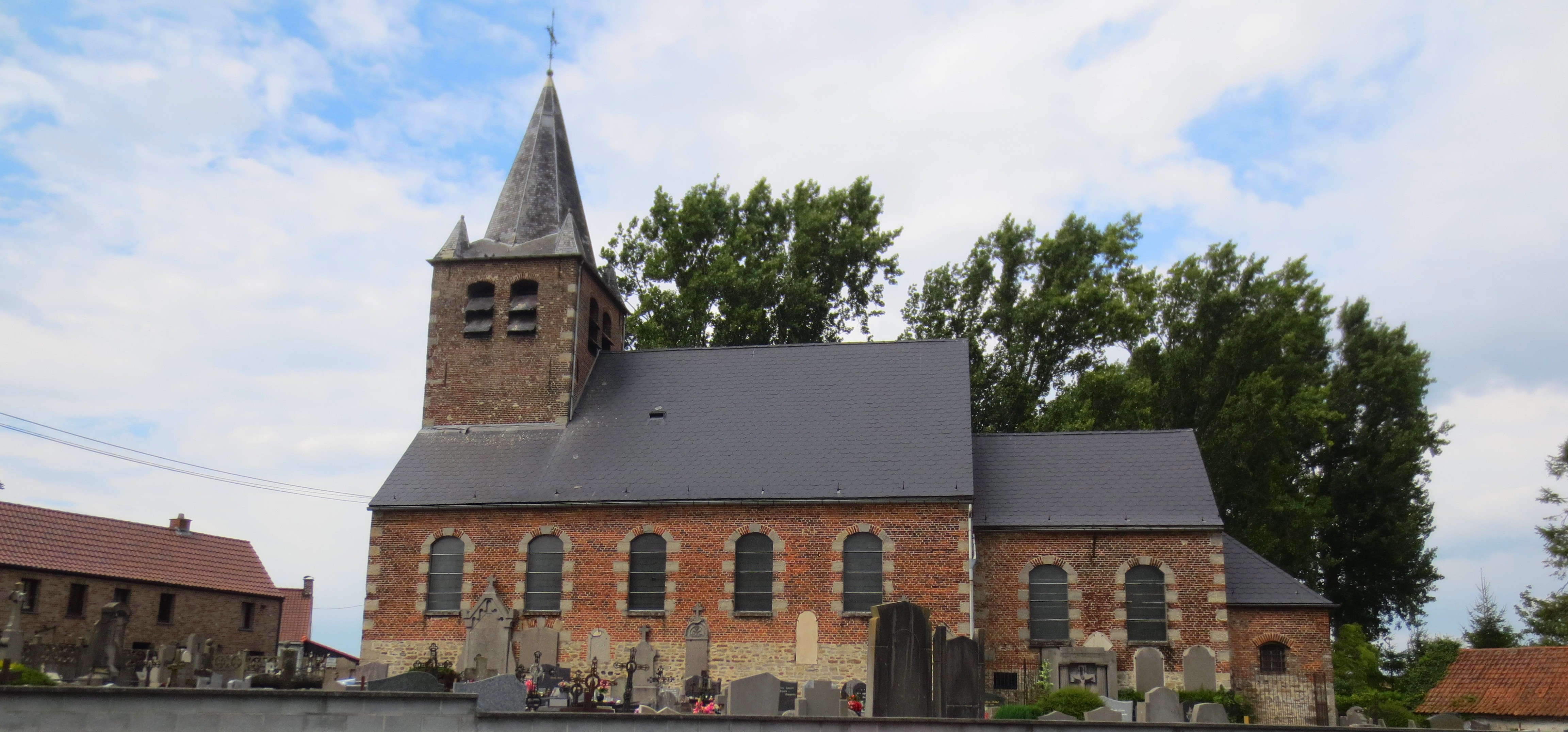
L'église.
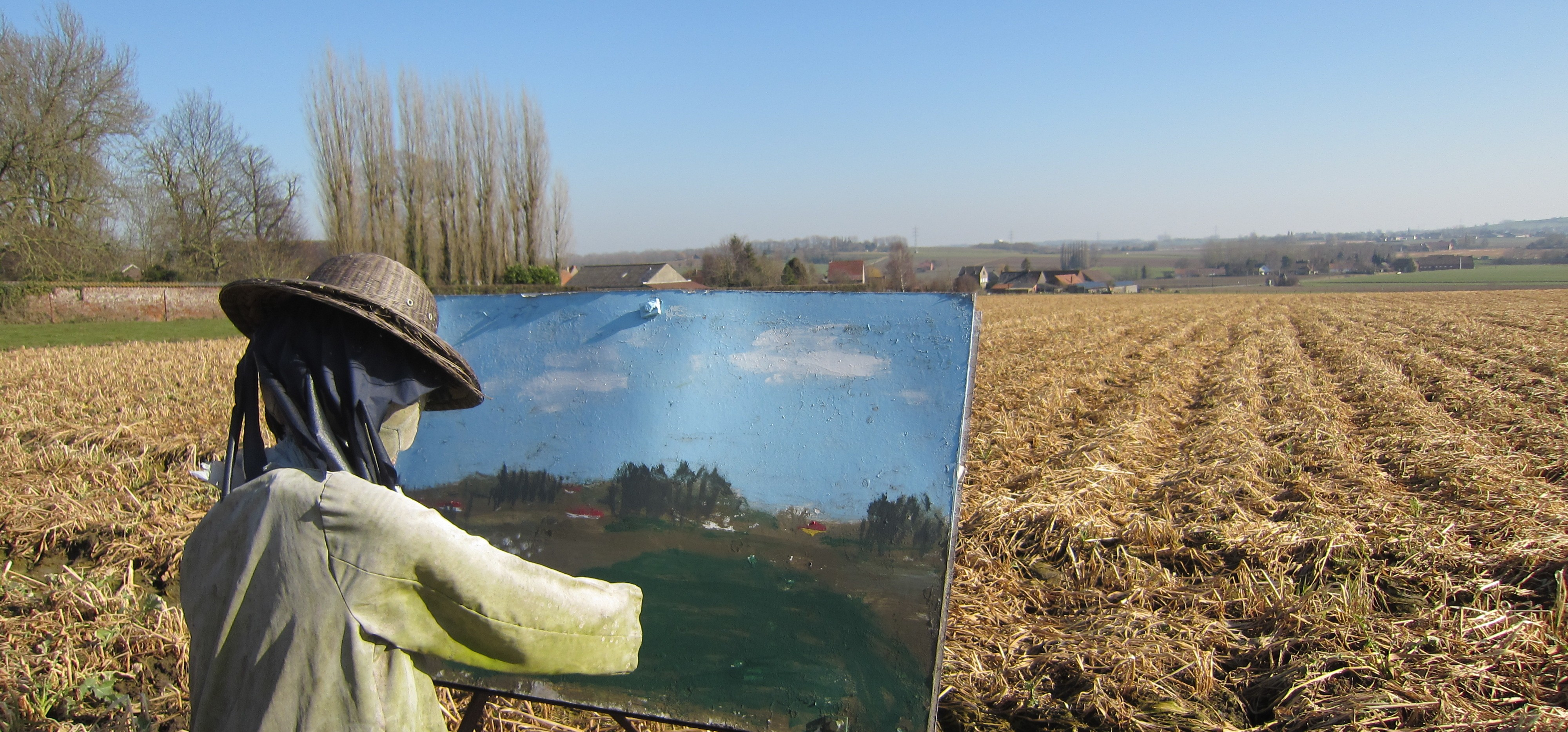
La peinture.
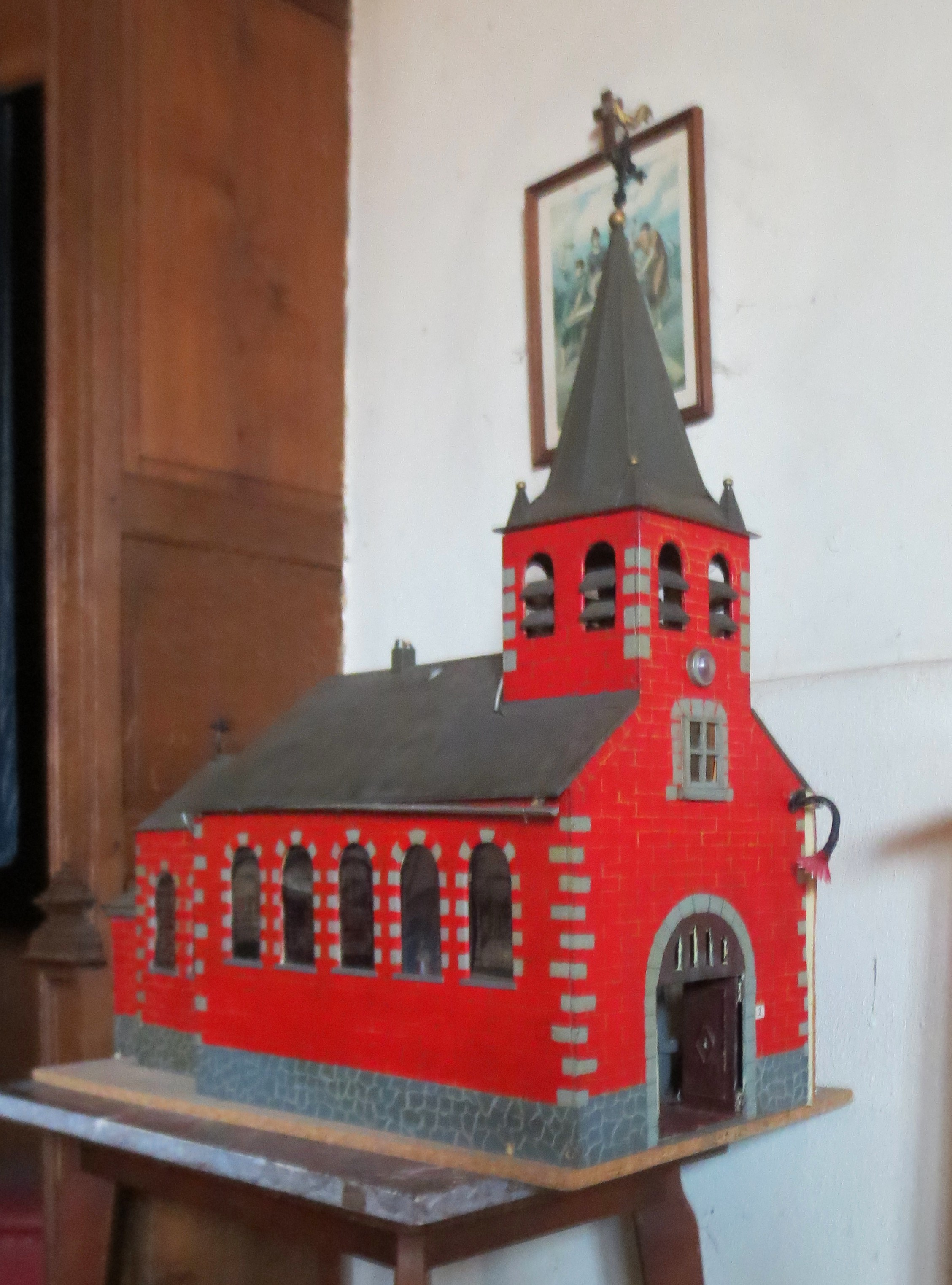
La maquette de l'église.
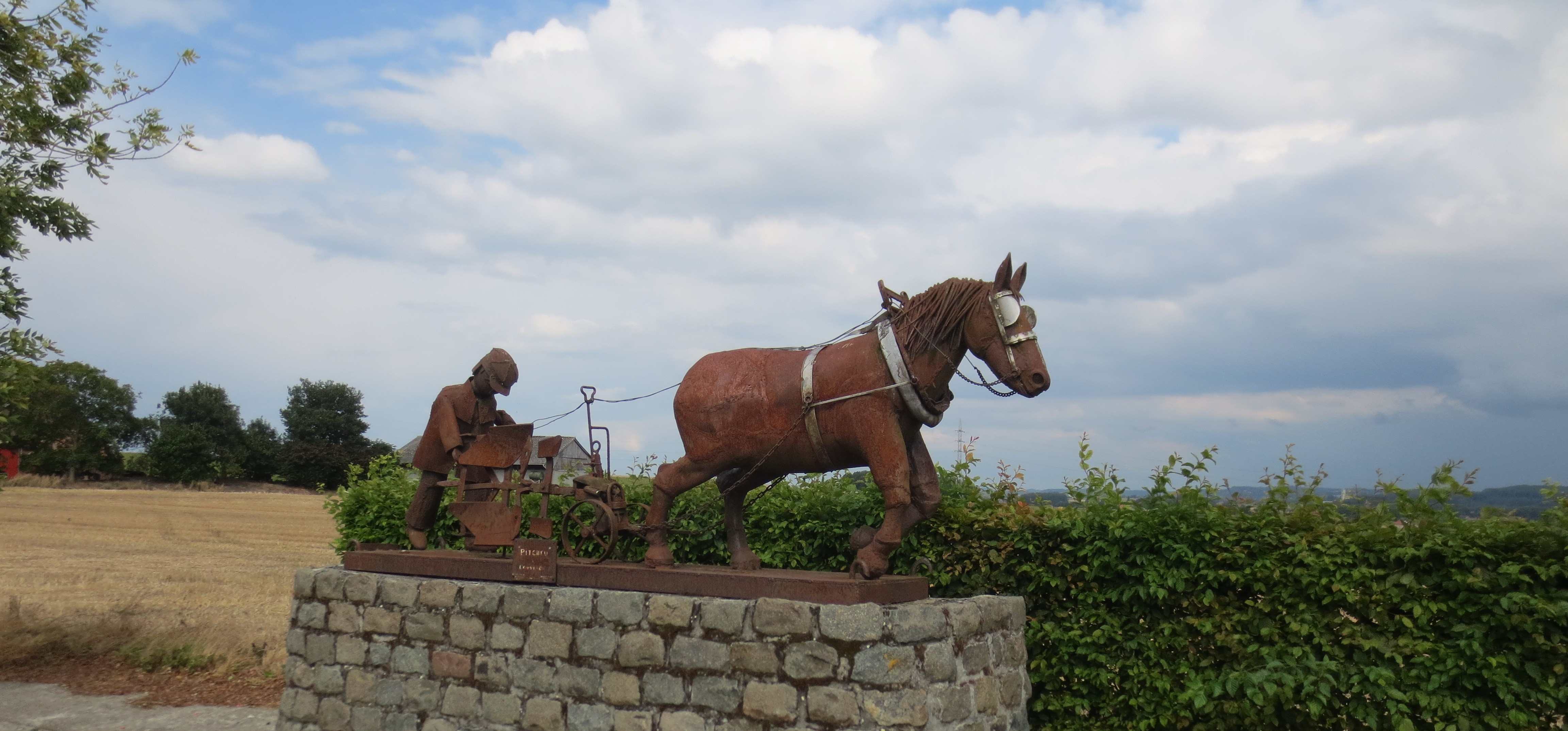
Le monument.